# Vincenzo Peruggia
Vincenzo Peruggia (8. října 1881, Dumenza, Itálie – 8. října 1925, Saint-Maur-des-Fossés, Francie) byl italský zloděj známý pro krádež obrazu Mona Lisa dne 21. srpna 1911.

## Krádež
V roce 1911 se devětadvacetiletý chudý Ital Peruggia dopustil krádeže, která je označena za největší uměleckou krádež 20. století. Podle policejní teorie pařížský Louvre Peruggia navštívil v neděli 20. srpna, protože věděl, že muzeum bude druhý den zavřeno. V budově se dobře vyznal, protože tam krátkou dobu pracoval jako pomocník sklenáře. V pondělí 21. srpna 1911 ráno, když se o ochranu muzea staralo jen několik strážných, se Peruggio oblékl do bílého pláště, který nosili zaměstnanci. Poté vyrazil přímo do Salonu Carré a sundal ze stěny Monu Lisu, od slavného malíře Leonarda da Vinciho. Jelikož v té době v obrazárnách nebyly žádné alarmy, nebyl to obtížný úkol.

Mona Lisa

S malbou, která zde visela už od dob krále Františka I. se dostal na služební schodiště pro personál. V ústraní vyndal z rámu dřevěnou topolovou desku, na které je namalován tento portrét údajné manželky florentského kupce Francesca del Gioconda. Učinil chybu, když na ochranném skle z vnitřní strany zanechal otisk prstu. Louvre opustil bočním vchodem. Obraz uschoval do dřevěné truhly ve svém bytě v ulici de l’Hôpital Saint-Louis. Vincenzo se obrazem často kochal, ale nechal si ho jen pro sebe. Ani svojí milence obraz neukázal, ač se ho ptala, co v bedně pod postelí schovává. Vše tajil přes dva roky.
Obraz byl objeven v italské Florencii 13. prosince 1913. Vincenzo ho nabídl antikváři Alfredu Gerovi. Žádal však odměnu za tuto „vlasteneckou službu“ ve výši půl miliónu lir. Na smluvené místo však dorazila policie, kterou informoval Geri a Peruggia zatkla.
Než byla Mona Lisa vrácena do Paříže, byla na týden vystavena ve Florencii, kde ji Leonardo v 16. století namaloval.

## Pozdější život a smrt
Peruggia byl v Itálii odsouzen na jeden rok a 15 dní vězení, trest mu byl snížen na pouhých sedm měsíců, poté sloužil v armádě během první světové války. Později se oženil a měl jednu dceru Celesitinu.
Zemřel 8. října 1925 na své 44. narozeniny v Saint-Maur-des-Fossés ve Francii. Jeho smrt nebyla příliš publikována. Nekrolog byl objeven náhodou, když zemřel jiný Vincenzo Peruggia roku 1947.

## Motivace krádeže
Dnes existují dvě teorie týkající se krádeže Mony Lisy.

### Patriotismus
Peruggia řekl, že obraz ukradl z vlasteneckého důvodu: chtěl ho navrátit do Itálie poté, co ho ukradl Napoleon. Zřejmě nevěděl, že Leonardo da Vinci daroval obraz Františkovi I., když se stěhoval do Francie, aby se stal jeho dvorním malířem.
Odborníci zpochybnili motiv „vlastenectví“ z toho důvodu, že skutečný vlastenec by obraz daroval italskému muzeu, než aby se pokusil profitovat z jeho prodeje. Tento pokus o profitaci je potvrzen i dopisy, které zasílal po svém otci.

### Zločinné spolčení
Další teorie se objevila až o několik let později. Krádež mohl zosnovat podvodník Eduardo de Valfierno, který chtěl od padělatele Yvese Chaudrona kopii této malby, aby ji mohl prodat jako zmizelý originál. Tato teorie je založena výhradně na článku z roku 1932 bulvárního novináře Karla Deckera v The Saturday Evening Post. V něm tvrdil, že Valfiernova podvodnická skupina vyráběla napodobeniny obrazů z francouzských muzeí, o nichž se kupcům v USA tvrdilo, že byla ukradena. Falešné dokumenty uváděly, že galerijní orgány tajně nahradily ztracená díla kopiemi, aby se předešlo skandálu.
A jedním z takto prodaných kopií byla i Mona Lisa, dokonce rok před skutečnou krádeží. Jenže kupec se svou novou akvizicí chlubil až příliš svobodně, což přimělo noviny Le Cri de Paris k uveřejnění článku, že obraz byl ukraden. Proto museli být další kupující mimo jakoukoli pochybnost ujištěni, že jejich obraz je autentický originál. Valfiernovi prý sedlo na lep nezávisle na sobě šest amerických milionářů. Podkladové desky pro kopie se vyrobily z ořechu starožitné italské postele, najatý Peruggio pak samotnou akci provedl výše uvedeným postupem. Rozdíl měl být jen v detailech: Peruggiovi pomáhal jeden muž v muzeu a další dva ho odvezli autem do jeho bytu. S nalezením originálu se sice vše provalilo, ale žádný ze sběratelů nemohl svou akvizici zveřejnit, ani si stěžovat. Kupovali údajně kradené zboží a to, že byli ve skutečnosti podvedeni nebyl důvod ke chlubení. 